# Eparchia rosławska
Eparchia rosławska – jedna z eparchii Rosyjskiego Kościoła Prawosławnego, z siedzibą w Rosławiu. Wchodzi w skład metropolii smoleńskiej.
Utworzona 4 maja 2017 postanowieniem Świętego Synodu, poprzez wydzielenie z eparchii smoleńskiej. Obejmuje część obwodu smoleńskiego.
Pierwszym ordynariuszem eparchii został 11 czerwca 2017 biskup rosławski i diesnogorski Melecjusz (Pawluczenkow).